# ألفريد شيلد
ألفريد شيلد (بالألمانية: Alfred Schild)‏ (و. 1921 – 1977 م) هو فيزيائي من ألمانيا . ولد في إسطنبول .
توفي في دانرز غروف ، عن عمر يناهز 56 عاماً.